# Rainerhorn
Le Rainerhorn () est une montagne qui s’élève à 3 559 m d’altitude dans les Hohe Tauern, en Autriche.